# 마헤쉬 만레카

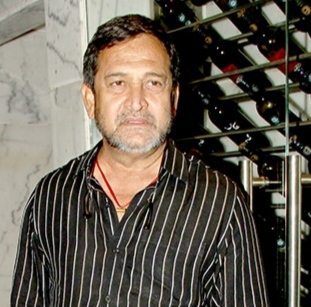

마헤쉬 만레카(Mahesh Manjrekar, 1958년 8월 16일 ~ )는 인도의 영화 감독, 배우, 영화 프로듀서, 각본가, 텔레비전 배우이다.
뭄바이에서 태어났다.

## 영화
- 고통을 못 느끼는 남자 (2018년)
- 냇샘랫 - 아사 냇 혼 나히 (2015년)
- 바지라오 마스타니 (2015년)
- 라지조 (2013년)
- 바라이 (2013년)
- 다방 (2010년) - 하리아 역
- 99 (2009년)
- 원티드 (2009년)
- 슬럼독 밀리어네어 (2008년) - 조폭 두목, 자비드 역
- 진다 (2006년)
- 비루드 (2005년)
- 칸테 (2002년)